# Конкордия фон Зайн-Витгенщайн-Хоенщайн
Конкордия фон Зайн-Витгенщайн-Хоенщайн (на немски: Konkordia/Concordia zu Sayn-Wittgenstein-Hohenstein; * 23 октомври 1648 в Мюнстер; † 25 януари 1683) от фамилията Зайн-Витгенщайн е графиня от Зайн-Витгенщайн-Хоенщайн и Фалендар и чрез женитби графиня на Шварцбург-Зондерсхаузен-Ебелебен и Зайн-Витгенщайн-Ноймаген.
Тя е дъщеря, тринадесетото дете на граф Йохан VIII фон Зайн-Витгенщайн-Хоенщайн (1601 – 1657) и съпругата му графиня Анна Августа фон Валдек-Вилдунген (1608 – 1658), дъщеря на граф Кристиан фон Валдек-Вилдунген (1585 – 1637) и графиня Елизабет фон Насау-Зиген (1584 – 1661).
Конкордия фон Зайн-Витгенщайн-Хоенщайн умира на 25 януари 1683 г. на 34 години.

## Фамилия
Конкордия фон Зайн-Витгенщайн-Хоенщайн се омъжва на 30 септември 1669 г. в Клетенберг за граф Лудвиг Гюнтер II фон Шварцбург-Зондерсхаузен-Ебелебен (* 2 март 1621; † 20 юли 1681). От 1666 г. резиденцията им се мести от град Ебелебен в Арнщат. Те имат две деца:
- Анна Августа фон Шварцбург (* 19 септември 1671, Арнщат; † 7 февруари 1688, Зондерсхаузен)
- Конкордия фон Шварцбург (* 1672; † 22 юли 1687, Зондерсхаузен)

Конкордия фон Зайн-Витгенщайн-Хоенщайн се омъжва втори път на 20 юни 1681 г. за граф Карл Лудвиг Албрехт фон Зайн-Витгенщайн-Ноймаген (* 20 юни 1658; † 16 септември 1724). Те имат две деца:
- Фридрих Магнус фон Зайн-Витгенщайн (* ок. 1682, умира млад)
- Шарлота фон Зайн-Витгенщайн (* ок. 1683, умира млада)

Карл Лудвиг Албрехт фон Зайн-Витгенщайн-Ноймаген се жени втори път на 20 юни 1689 г. за графиня Шарлота фон Зайн-Витгенщайн-Хоенщайн, племенница на спругата му Конкордия, дъщеря на граф Густав фон Зайн-Витгенщайн-Хоенщайн в Клетенберг (1633 – 1700) и Анна де Ла Плац (1634 – 1705).